# Jeux olympiques d'été de 1968
Pour les articles homonymes, voir Jeux olympiques de 1968.
Les Jeux olympiques d'été de 1968, Jeux de la XIXe olympiade de l'ère moderne, ont été célébrés à Mexico, au Mexique, du 12 au 27 octobre 1968.
Ces Jeux de 1968, les premiers organisés dans un pays en voie de développement, furent fortement marqués par les événements politiques. Ouverts sous la protection de l'armée à la suite du massacre de Tlatelolco au cours duquel des étudiants furent tués par la police et l'armée mexicaine, ils se poursuivirent par des gestes de protestation d'athlètes afro-américains contre la ségrégation raciale aux États-Unis.
112 pays et 5 516 athlètes (4735 hommes et 781 femmes) prirent part à 172 compétitions sportives dans 18 sports.
L'altitude de Mexico, située à 2 200 mètres, posa des problèmes de respiration à de nombreux athlètes, mais contribua par ailleurs à des performances sportives exceptionnelles.

## Élection de la ville hôte
Le Comité international olympique confie l'organisation des Jeux olympiques d'été de 1968 à la ville de Mexico au cours de sa 60e session, le 18 octobre 1963 à Baden-Baden.
Les villes de Détroit, Buenos Aires et Lyon avaient aussi présenté leur candidature pour organiser ces Jeux.
| Villes                                                                           | Pays       | Tour 1 |
| Mexico                                                                           | Mexique    | 30     |
| Détroit                                                                          | États-Unis | 14     |
| Lyon (Candidature de Lyon pour l'organisation des Jeux olympiques d'été de 1968) | France     | 12     |
| Buenos Aires                                                                     | Argentine  | 2      |

## Contexte politique

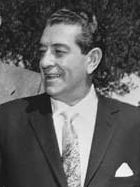
Adolfo López Mateos, Président du Mexique de 1958 à 1964 et premier président du Comité olympique organisateur des jeux d'été 1968

L'année 1968 est marquée par une multitude d'événements politiques majeurs dans le monde. Le pasteur Martin Luther King est assassiné le 4 avril et Bob Kennedy le 6 juin. Le 20 août, les chars soviétiques pénètrent dans Prague. Par ailleurs, la guerre du Vietnam fait rage pendant qu'un conflit au Nigeria provoque un véritable génocide au Biafra.
Mais les deux événements qui marqueront le contexte de ces Jeux olympiques de Mexico resteront le massacre de Tlatelolco par l'armée mexicaine commis quelques jours avant la cérémonie d'ouverture, et la protestation contre la ségrégation raciale aux États-Unis par des athlètes américains sympathisants des Black Panthers.

### Massacre de Tlatelolco

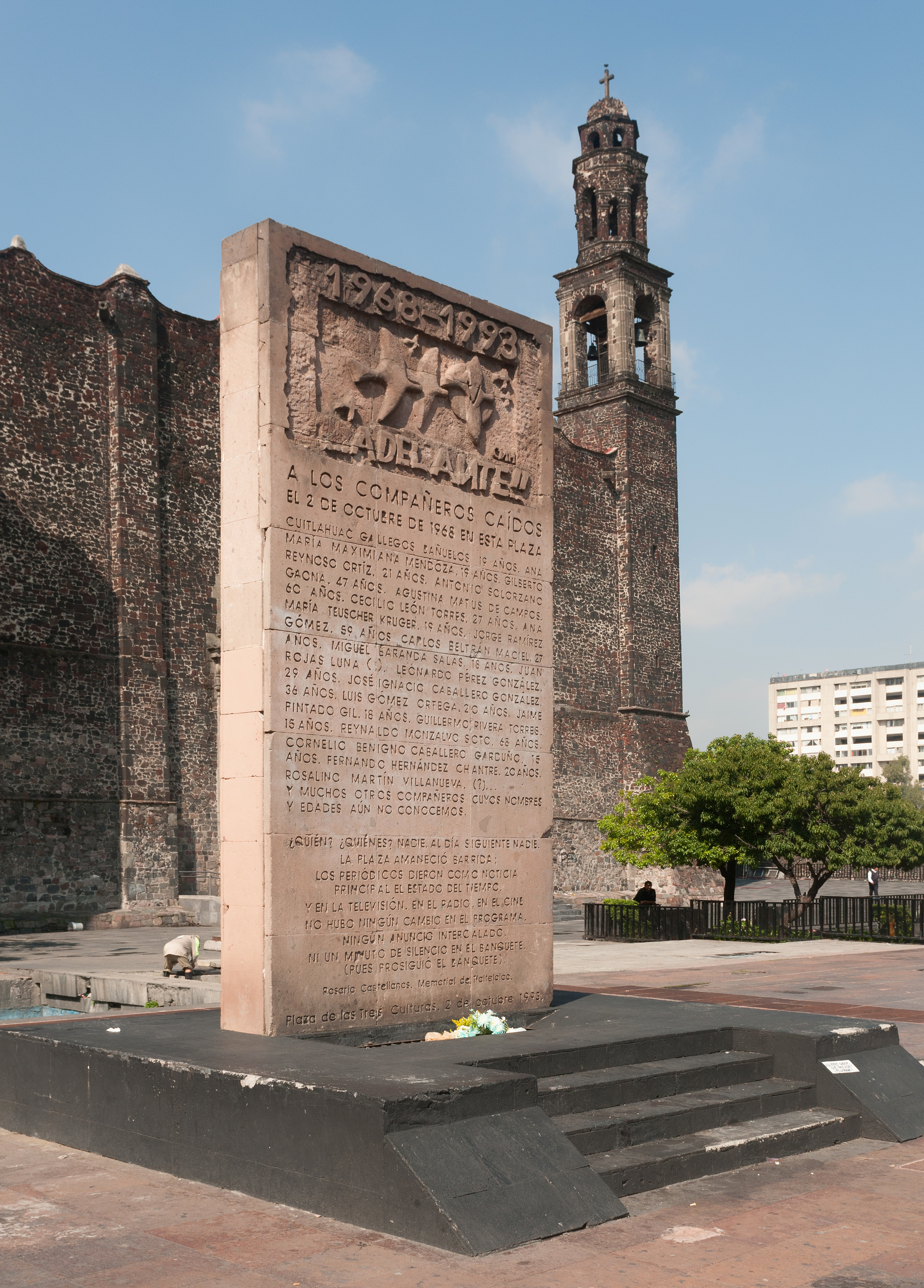
Stelle commémorative Place des Trois Cultures à Mexico.

Le 2 octobre 1968, soit dix jours avant l'ouverture des Jeux olympiques, une fusillade éclate sur la place des Trois-Cultures de Mexico à la suite d'une manifestation étudiante durement réprimée par l'armée mexicaine. Cette répression des autorités, appelée le massacre de Tlatelolco fera, selon les organisations des droits de l'homme, entre 200 et 300 morts (une vingtaine selon le gouvernement mexicain).
Avery Brundage, président du Comité international olympique, ne remet pas en cause le déroulement des Jeux en déclarant quelques jours avant le début de la cérémonie d'ouverture : « Les Jeux de la XIXe Olympiade, cet amical rassemblement de la jeunesse du monde, dans une compétition fraternelle, se poursuivront comme prévu… s'il y a des manifestations sur les sites olympiques, les compétitions seront annulées ». Les Jeux olympiques débuteront comme prévu le 12 octobre et se poursuivront dans une atmosphère pesante.
L'opinion générale formulée par les athlètes est de maintenir les Jeux olympiques, puisque les étudiants ne représentent pas un danger pour les sportifs. 
Les médias mexicains reçoivent pour instruction d'évoquer le moins possible le massacre afin de ne pas « saboter les Jeux olympiques ».

### Le poing levé des sympathisants

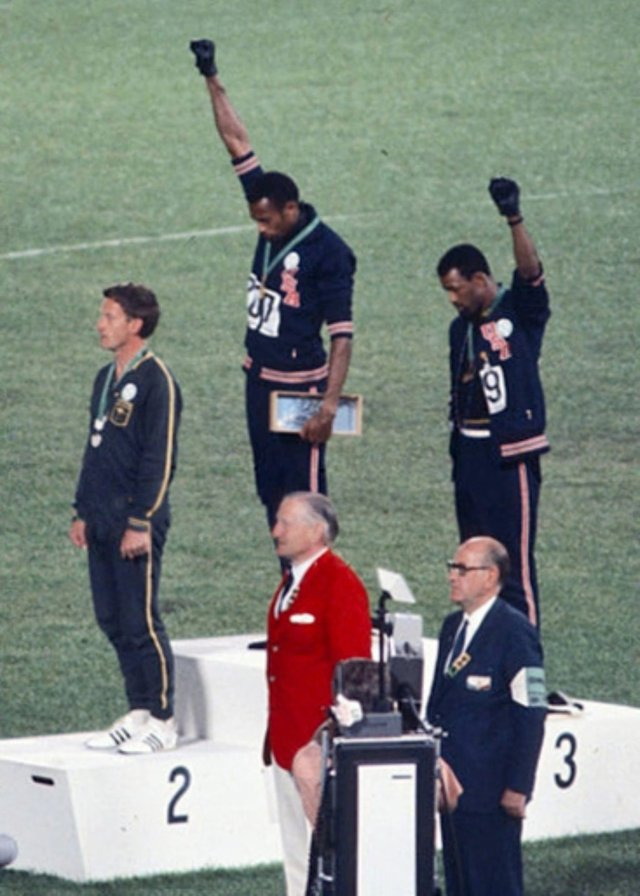
Podium du 200 m des Jeux olympiques de 1968 : les Américains Tommie Smith et John Carlos avec le poing levé et ganté, derrière l'Australien Peter Norman.

Lors de ces Jeux de Mexico, les athlètes afro-américains, mais également une large majorité de leurs compatriotes blancs, portent sur leur veston un macaron portant l'inscription Olympic project for human rights (Projet olympique pour les droits humains). John Carlos déclare avant le début des Jeux que les athlètes noirs d'Amérique ne boycotteront ni ne saboteront les Jeux mais qu'ils réaffirmeront leur position contre l'injustice envers les Noirs.
Le 16 octobre 1968, une controverse éclate au terme de la finale masculine du 200 mètres. Les coureurs américains Tommie Smith et John Carlos, arrivés respectivement premier et troisième du 200 mètres, protestent sur le podium de la remise des médailles contre la ségrégation raciale aux États-Unis et la situation des Noirs dans le monde (notamment en Afrique du Sud), en baissant la tête et en pointant, lors de l'hymne américain, leur poing ganté de noir vers le ciel (le droit pour Smith, le gauche pour Carlos). Un autre geste qui a moins été remarqué lors de cet épisode est qu'ils ont retiré leur paire de Puma Suede pour traverser le stade en chaussettes noires montantes et les ont posé sur le podium, pour rappeler que les afro-américains n'avaient même pas le moyen de s'offrir ce type de chaussures. Smith porte un foulard noir au cou, Carlos un collier, symboles du lynchage des Noirs. Les trois médaillés arborent un badge de l'Olympic Project for Human Rights.
Le geste symbolique du poing levé est interprété comme la marque de leur soutien au mouvement politique afro-américain des Black Panthers et du Black power (pouvoir noir aux États-Unis). Avery Brundage, président réactionnaire du Comité international olympique, juge ce geste scandaleux et demande aux officiels américains l'exclusion de Smith et Carlos. Doug Roby, président du Comité olympique des États-Unis, refuse dans un premier temps puis face à la menace du CIO de suspendre toute l'équipe américaine, décide de renvoyer les deux athlètes chez eux. Ces derniers seront par la suite exclus à vie des Jeux olympiques. Peter Norman qui a accepté par solidarité de porter le macaron "Olympic project for human rights" ne sera pas autorisé par le comité olympique australien à participer aux JO de 1972.
Après son geste, John Carlos déclare aux journalistes : « Après ma victoire, l'Amérique blanche dira que je suis Américain, mais si je n'avais pas été bon, elle m'aurait traité de Noir » (en anglais, negro signifie noir et n'a pas la connotation péjorative du français nègre qui est rendue par le terme nigger).
Quelques jours plus tard, les athlètes américains Lee Evans, Larry James et Ronald Freeman, ayant réalisé un triplé américain sur 400 mètres, montent sur le podium en portant le béret noir des Black Panthers pour dénoncer le racisme dans leur pays. Ils ne sont pas exclus.

## Altitude et records

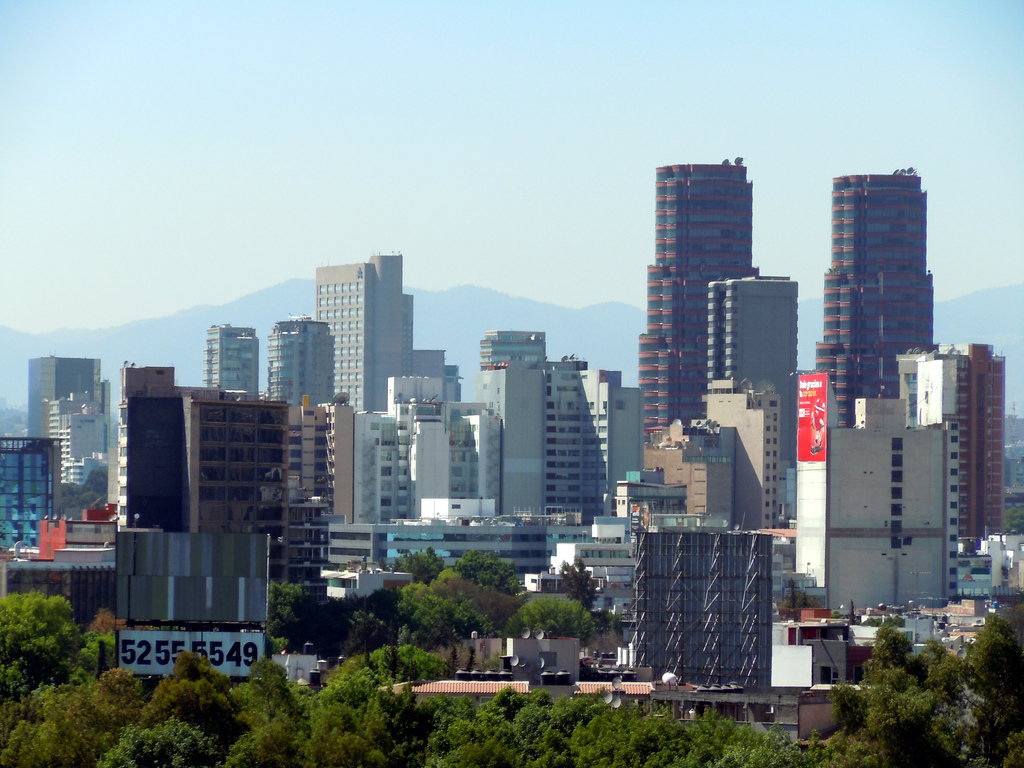
La ville de Mexico située à 2240 m d'altitude.

Le choix de Mexico pour accueillir les Jeux olympiques de 1968 fut controversé du fait de l'altitude élevée de la ville et des performances sportives qui en découlèrent.
Mexico étant situé à plus de 2 200 mètres d'altitude, la pression atmosphérique y est inférieure d'environ 25 % à celle d'une ville au niveau de la mer. Ceci a des répercussions sur les performances sportives : la résistance de l'air à l'effort est réduite ce qui augmente certaines performances, tandis que d'autres performances sont réduites par la réduction de l'apport en oxygène. Ces deux effets opposés ont pour conséquence de favoriser les efforts en anaérobie, donc les efforts intenses et courts, et de défavoriser les efforts en aérobie, donc les épreuves d'endurance. Ainsi, lors de ces Jeux de Mexico, plusieurs records du monde furent battus, notamment sur les courtes distances de sprint en athlétisme. En effet, « les coureurs au Mexique ont atteint une vitesse de pointe approximativement 1.7% plus élevée que s'ils avaient couru au niveau de la mer, à cause d'une baisse de la résistance de l'air ». Par exemple, le médaillé de bronze du 100 mètre homme, Charles Greene, établit un temps de 10 secondes et 0 centième ; Lors des 3 jeux olympiques suivants, les temps des médaillés d'or de cette même épreuve furent supérieurs à 10s00.
C'est ainsi que les records du monde du 100 m, du 200 m et du 400 m masculins furent améliorés. Au saut en longueur, la performance de Bob Beamon (8,90 m soit 55 cm de plus que l'ancien record du monde) fut mise en corrélation avec les conditions atmosphériques.
La multiplication des performances fut également attribuée au revêtement synthétique en tartan de la piste d'athlétisme qui fut mis en place pour la première fois lors de ces jeux. Par ailleurs, une partie des records du monde enregistrés le furent avec une vitesse de vent de 2 mètres par seconde, soit la limite légale homologuée.

## Organisation

### Sites olympiques

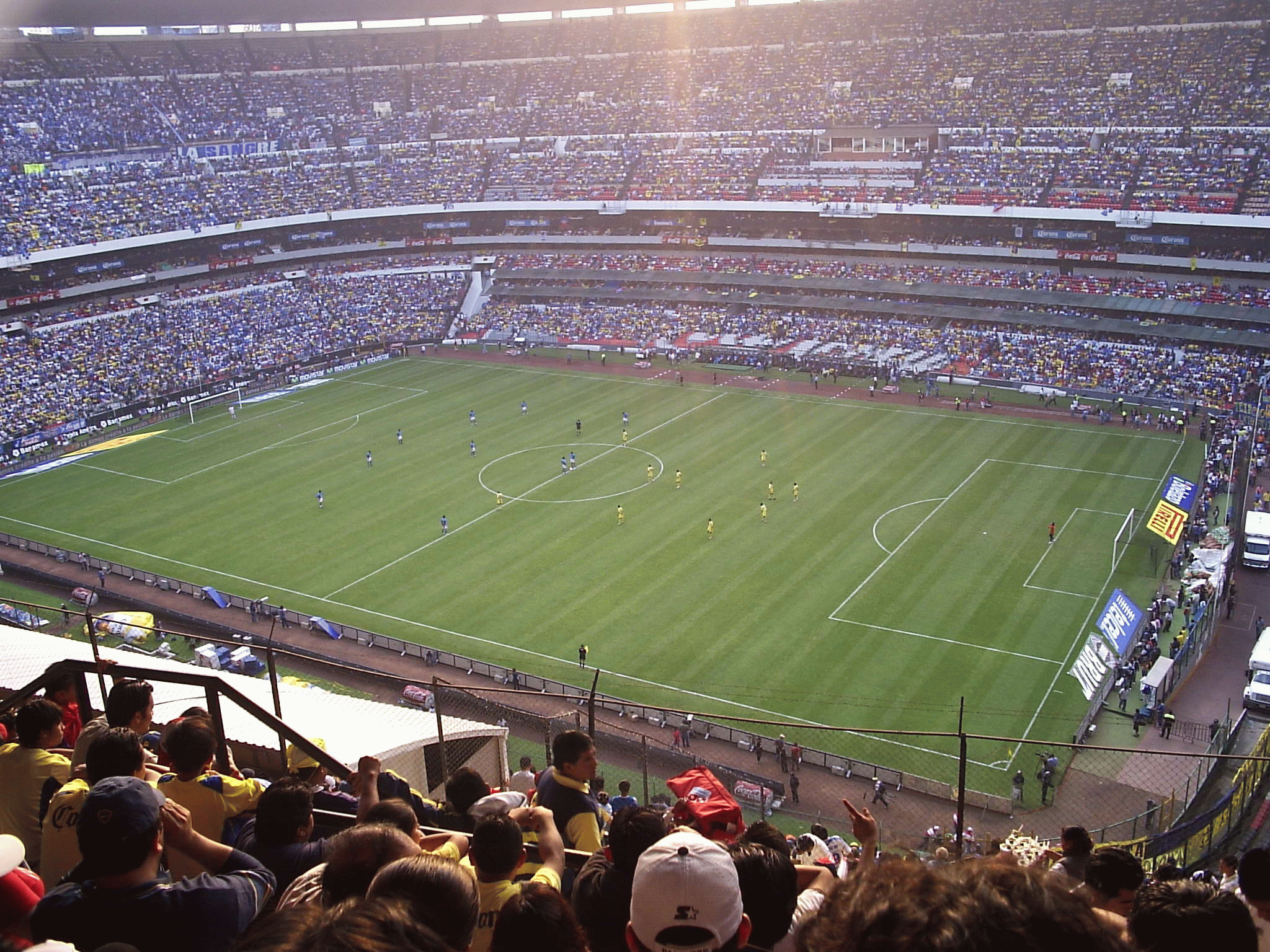
Le Stade Azteca à Mexico.

- Stade olympique universitaire : Athlétisme, Football
- Vélodrome olympique Agustín Melgar : Cyclisme
- Salle d'Escrime Fernando Montes : Escrime
- Palais des sports Juan Escutia : Basket-ball
- Stade Municipal : Hockey sur gazon
- Auditorium national : Gymnastique
- Campo Marte : Équitation
- Stade Azteca : Football
- Piscine olympique Francisco Márquez : Natation, Plongeon, Water-polo
- Piscine de la cité universitaire : Water polo
- Gymnase olympique Juan de la Barrera : Volleyball
- Arena México : Boxe
- Théâtre des insurgents : Haltérophilie
- Insurgents Ice Rink : Lutte
- Salle de tir Vicente Suárez : Tir
- Camp Militaire Lomas de Sotelo district : Pentathlon moderne
- Piste olympique Virgilio Uribe, Xochimilco : Aviron, Canoë-kayak
- À l'extérieur de Mexico, les épreuves de Football ont eu lieu à Puebla, Guadalajara et León. Les régates de Voile se sont déroulées à Acapulco.

### Cérémonie d'ouverture
La cérémonie d'ouverture se déroule le 12 octobre 1968 au Stade olympique universitaire de Mexico sous les yeux de 80 000 spectateurs, dont le président du Mexique, Gustavo Díaz Ordaz, qui déclarera l'ouverture officielle de ces Jeux olympiques.
Pour la première fois, la flamme olympique est allumée par une femme : la championne mexicaine d'athlétisme et spécialiste du 400 mètres Norma Enriqueta Basilio de Sotelo.

### Contrôles antidopage
Pour la première fois, le Comité international olympique décide d'instituer des contrôles antidopage lors des Jeux olympiques. C'est ainsi que quotidiennement, dans cinq compétitions, cinquante tests sont effectués, notamment des prélèvements urinaires des six premiers de chaque épreuve individuelle. Au total, 667 athlètes seront contrôlés et un seul cas de dopage sera avéré, celui du pentathlonien suédois Hans-Gunnar Liljenwall dont des traces d'alcool furent découvertes dans son sang.
En outre, avant la compétition, des contrôles de féminité furent effectués par des médecins.

## Nations participantes

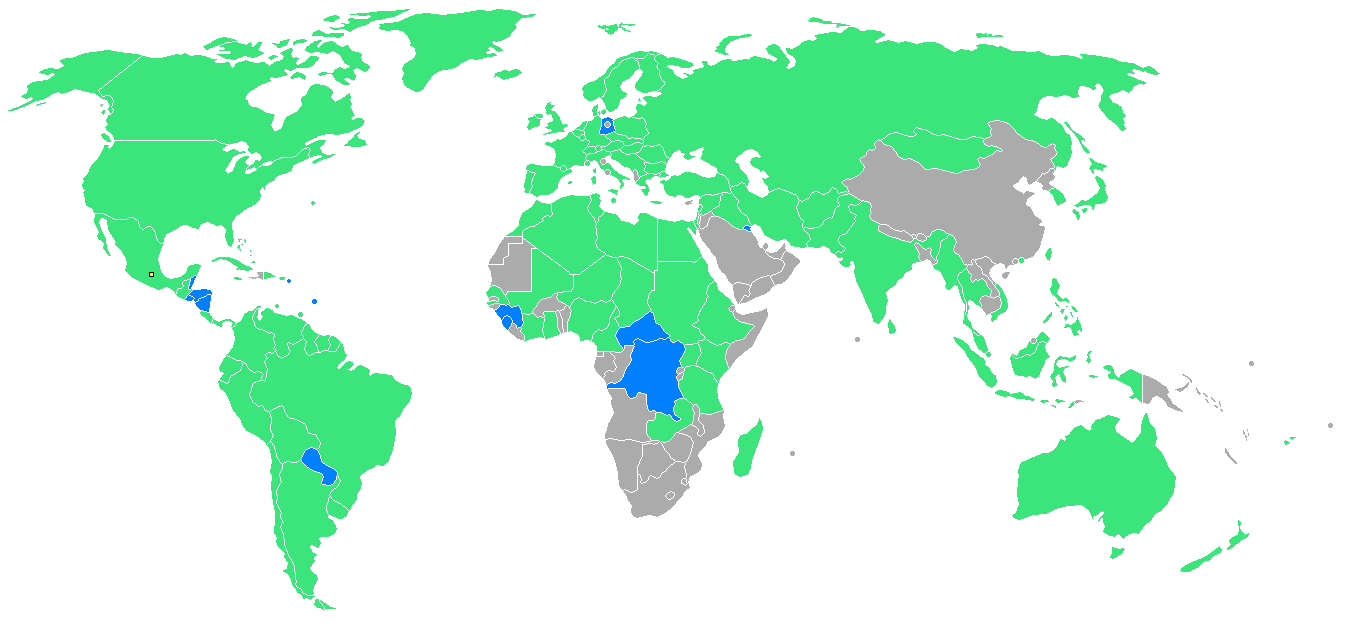
Pays participants en 1968.
Pays participant pour la première fois.
Pays ayant déjà participé.

112 nations étaient présentes aux Jeux olympiques de 1968. 12 d'entre elles ont fait leur première apparition à Mexico :, la Barbade, Belize, la Guinée, le Honduras, les Îles Vierges américaines, le Koweït, le Nicaragua, le Paraguay, la République centrafricaine, le Salvador, la Sierra Leone et le Suriname.
Pour la première fois, l'Allemagne est représentée par deux délégations : l'Allemagne de l'Est et l'Allemagne de l'Ouest (de 1956 à 1964, les deux Allemagnes disputait les Jeux olympiques sous une seule bannière, l'équipe unifiée d'Allemagne).
Le gouvernement sud-africain de John Vorster, alors sous régime d'apartheid, avait abrogé la législation interdisant des équipes sportives multi-raciales pour permettre à l'Afrique du Sud d'être admise à ces Jeux olympiques d'été de 1968. Mais le CIO dut retirer l'invitation qu'il avait faite à l'Afrique du Sud devant les menaces de boycott de nombreux pays africains.
| Afrique | Amériques | Asie | Europe | Océanie                                               |
| - Algérie (3) - République centrafricaine (1) - Cameroun (5) - Côte d'Ivoire (10) - Égypte (30) - Éthiopie 18) - Ghana (31) - Guinée (15) - Kenya 39) - Libye (1) - Madagascar (4) - Mali (2) - Maroc (24) - Niger (2) - Nigeria (36) - Ouganda (11) - République démocratique du Congo (5) - Sénégal (21) - Sierra Leone (3) - Soudan (5) - Tanzanie (4) - Tchad (3) - Tunisie (7) - Zambie (7) | - Antilles néerlandaises (5) - Argentine (89) - Bahamas (16) - Barbade (9) - Bermudes (6) - Bolivie (4) - Brésil (84) - Canada (138) - Chili (21) - Colombie (43) - Costa Rica (18) - Cuba (118) - République dominicaine (18) - Équateur (15) - États-Unis (377) - Guatemala (48) - Guyana (5) - Honduras britannique (7) - Honduras (6) - Îles Vierges des États-Unis (6) - Jamaïque (25) - Mexique (275) - Nicaragua (11) - Panama (16) - Paraguay (1) - Pérou (28) - Porto Rico (58) - Salvador (60) - Suriname (1) - Trinité-et-Tobago (19) - Uruguay (27) - Venezuela (23) | - Afghanistan (5) - Birmanie (4) - Ceylan (3) - Corée du Sud (54) - Hong Kong (11) - Indonésie (6) - Inde (25) - Iran (14) - Irak (3) - Israël (29) - Japon (171) - Koweït (2) - Liban (11) - Malaisie (31) - Mongolie (16) - Pakistan (15) - Philippines (49) - Singapour (4) - Syrie (2) - Taïwan (43) - Thaïlande (41) - Viêt Nam (9) | - Allemagne de l'Est (226) - Allemagne de l'Ouest (275) - Autriche (43) - Belgique (82) - Bulgarie (112) - Danemark (64) - Espagne (122) - Finlande (66) - France (172) - Grande-Bretagne (225) - Grèce (44) - Hongrie (167) - Islande (8) - Irlande (31) - Italie (171) - Liechtenstein (2) - Luxembourg (5) - Malte (1) - Monaco (2) - Norvège (46) - Pays-Bas (107) - Pologne (177) - Portugal (20) - Roumanie (82) - Saint-Marin (4) - Suède (100) - Suisse (85) - Tchécoslovaquie (121) - Turquie (29) - Union soviétique (312) - Yougoslavie (69) | - Australie (128) - Fidji (1) - Nouvelle-Zélande (52) |
| 25 pays | 30 pays | 22 pays | 31 pays | 3 pays                                                |

## Compétition

### Sports et résultats
18 sports et 172 épreuves figurent au programme de ces Jeux de 1968. La pelote basque et le tennis sont en démonstration mais le judo, disputé en 1964, ne fait plus  partie des sports au programme. 
| - Athlétisme (36) - Aviron (7) - Basket-ball (1) - Boxe (11) - Canoë-kayak (7) - Cyclisme (7) - Équitation (6) | - Escrime (8) - Football (1) - Gymnastique (16) - Haltérophilie (7) - Hockey sur gazon (1) - Lutte (16) - Pentathlon moderne (2) | - Sports aquatiques Natation (29) Plongeon (4) Water-polo (1) - Tir (7) - Voile (5) - Volley-ball (2) |

### Faits marquants
Athlétisme

Résultats détaillés

L'Américain Al Oerter gagne sa 4e médaille d'or consécutive dans l'épreuve du disque. Il est le deuxième athlète à atteindre ce record. Tommie Smith est le premier homme à passer sous la barre des 20 secondes sur l'épreuve du 200 m, réalisant un temps de 19 s 83. Bob Beamon réalise un bond au saut en longueur de 8,90 m, il bat de 55 cm le record mondial de l'époque. Les américains Jim Hines et Lee Evans établissent des records mondiaux aux épreuves du 100 m et 400 m, respectivement en 9 s 95 et 43 s 86, temps qui resteront longtemps sans être améliorés. Pour la première fois, les huit finalistes du 100 mètres messieurs sont de couleur. Dick Fosbury remporte la médaille d'or du saut en hauteur en utilisant sa technique appelée Fosbury flop, laquelle est devenue la plus utilisée puis la référence.
L'Américaine Wyomia Tyus remporte pour la deuxième olympiade consécutive le titre du 100 mètres. Naftali Temu, vainqueur du 10 000 m, est le premier Kenyan champion olympique. Le Tanzanien John Stephen Akhwari devient internationalement célèbre après avoir fini le marathon à la dernière place malgré son genou déboité. Il se blesse grièvement mais termine malgré tout l'épreuve en boitillant, il franchit la ligne d'arrivée plus d'une heure après tous les autres marathoniens. À l'arrivée, Akhwari déclare : « Mon pays ne m'a pas envoyé à 10 000 km de chez moi pour prendre le départ d'une course, mais pour la finir ».
Aviron

Résultats détaillés

Basket-ball

Résultats détaillés

Boxe

Résultats détaillés

L'Américain George Foreman, futur champion du monde professionnel, remporte le titre olympique des super-lourds.
Canoë-kayak

Résultats détaillés

Cyclisme

Résultats détaillés

La France remporte 5 médailles sur les sept épreuves au programme, grâce notamment à Pierre Trentin et Daniel Morelon.
Équitation

Résultats détaillés

Escrime
Résultats détaillés

Le sabreur soviétique Viktor Sidjak remporte son premier titre olympique, début d'une série qui s'achèvera en 1980.
Football

Résultats détaillés

Gymnastique

Résultats détaillés

La gymnaste tchèque Věra Čáslavská gagne le cœur de la foule mexicaine et 4 médailles d'or. Après l'invasion soviétique de la Tchécoslovaquie deux mois avant les Jeux elle fut contrainte de se cacher durant trois semaines. Chez les hommes, le Japonais Sawao Kato remporte quatre médailles olympiques, dont trois d'or.
Haltérophilie

Résultats détaillés

Hockey sur gazon

Résultats détaillés

Lutte

Résultats détaillés

Natation

Résultats détaillés

L'Américaine Debbie Meyer devient la première nageuse à emporter 3 médailles individuelles aux Jeux olympiques en s'imposant sur le 200 m, 400 m et 800 m nage libre. Sur le 200 m masculin, l'Australien Mike Wenden, déjà vainqueur du 100 m, bat Don Schollander dont c'était la dernière course.
Pentathlon moderne

Résultats détaillés

Tir

Résultats détaillés

Voile

Résultats détaillés

Volley-ball

Résultats détaillés

Pelote basque

Résultats détaillés

La pelote basque était également présente comme sport de démonstration.

### Records de médailles
| Athlète          | Pays            | Sport       | Médaille d'or, Jeux olympiques | Médaille d'argent, Jeux olympiques | Médaille de bronze, Jeux olympiques | Total |
| Věra Čáslavská   | Tchécoslovaquie | Gymnastique | 4                              | 2                                  | 0                                   | 6     |
| Akinori Nakayama | Japon           | Gymnastique | 4                              | 1                                  | 1                                   | 6     |
| Charles Hickcox  | États-Unis      | Natation    | 3                              | 1                                  | 0                                   | 4     |
| Sawao Kato       | Japon           | Gymnastique | 3                              | 0                                  | 1                                   | 4     |
| Deborah Meyer    | États-Unis      | Natation    | 3                              | 0                                  | 0                                   | 3     |

### Tableau des médailles
| Rang | Pays / Équipe                | Médaille d'or, Jeux olympiques | Médaille d'argent, Jeux olympiques | Médaille de bronze, Jeux olympiques | Total |
| 1    | États-Unis                   | 45                             | 28                                 | 34                                  | 107   |
| 2    | Union soviétique             | 29                             | 32                                 | 30                                  | 91    |
| 3    | Japon                        | 11                             | 7                                  | 7                                   | 25    |
| 4    | Hongrie                      | 10                             | 10                                 | 12                                  | 32    |
| 5    | Allemagne de l'Est           | 9                              | 9                                  | 7                                   | 25    |
| 6    | France                       | 7                              | 3                                  | 5                                   | 15    |
| 7    | Tchécoslovaquie              | 7                              | 2                                  | 4                                   | 13    |
| 8    | Allemagne de l'Ouest         | 5                              | 11                                 | 10                                  | 26    |
| 9    | Australie                    | 5                              | 7                                  | 5                                   | 17    |
| 10   | Royaume-Uni                  | 5                              | 5                                  | 3                                   | 13    |
| 11   | Pologne                      | 5                              | 2                                  | 11                                  | 18    |
| 12   | Roumanie                     | 4                              | 6                                  | 5                                   | 15    |
| 13   | Italie                       | 3                              | 4                                  | 9                                   | 16    |
| 14   | Kenya                        | 3                              | 4                                  | 2                                   | 9     |
| 15   | Mexique                      | 3                              | 3                                  | 3                                   | 9     |
| 16   | Yougoslavie                  | 3                              | 3                                  | 2                                   | 8     |
| 17   | Pays-Bas                     | 3                              | 3                                  | 1                                   | 7     |
| 18   | Bulgarie                     | 2                              | 4                                  | 3                                   | 9     |
| 19   | Iran                         | 2                              | 1                                  | 2                                   | 5     |
| 20   | Suède                        | 2                              | 1                                  | 1                                   | 4     |
| 21   | Turquie                      | 2                              | 0                                  | 0                                   | 2     |
| 22   | Danemark                     | 1                              | 4                                  | 3                                   | 8     |
| 23   | Canada                       | 1                              | 3                                  | 1                                   | 5     |
| 24   | Finlande                     | 1                              | 2                                  | 1                                   | 4     |
| 25   | Éthiopie                     | 1                              | 1                                  | 0                                   | 2     |
| 25   | Norvège                      | 1                              | 1                                  | 0                                   | 2     |
| 27   | Nouvelle-Zélande             | 1                              | 0                                  | 2                                   | 3     |
| 28   | Tunisie                      | 1                              | 0                                  | 1                                   | 2     |
| 29   | Venezuela                    | 1                              | 0                                  | 0                                   | 1     |
| 29   | Pakistan                     | 1                              | 0                                  | 0                                   | 1     |
| 31   | Cuba                         | 0                              | 4                                  | 0                                   | 4     |
| 32   | Autriche                     | 0                              | 2                                  | 2                                   | 4     |
| 33   | Suisse                       | 0                              | 1                                  | 4                                   | 5     |
| 34   | République populaire mongole | 0                              | 1                                  | 3                                   | 4     |
| 35   | Brésil                       | 0                              | 1                                  | 2                                   | 3     |
| 36   | Belgique                     | 0                              | 1                                  | 1                                   | 2     |
| 36   | Corée du Sud                 | 0                              | 1                                  | 1                                   | 2     |
| 36   | Ouganda                      | 0                              | 1                                  | 1                                   | 2     |
| 39   | Jamaïque                     | 0                              | 1                                  | 0                                   | 1     |
| 39   | Cameroun                     | 0                              | 1                                  | 0                                   | 1     |
| 41   | Argentine                    | 0                              | 0                                  | 2                                   | 2     |
| 42   | Grèce                        | 0                              | 0                                  | 1                                   | 1     |
| 42   | Inde                         | 0                              | 0                                  | 1                                   | 1     |
| 42   | Taïwan                       | 0                              | 0                                  | 1                                   | 1     |